# Conde de Ourém

Armas de D. Nuno Álvares Pereira, 3º conde de Ourém.

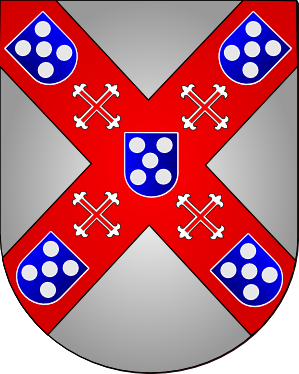
Armas de D. Afonso, 4.º conde de Ourém.

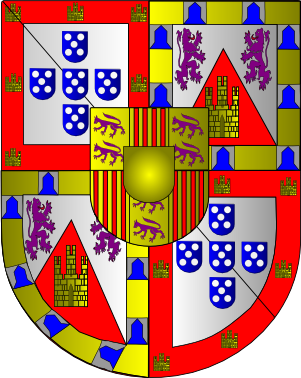
Armas de D. Pedro de Menezes, 7º conde de Ourém

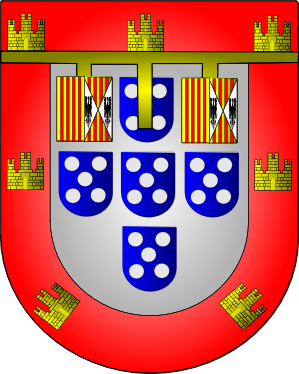
Armas de D. Jaime I de Bragança, 8º conde de Ourém.

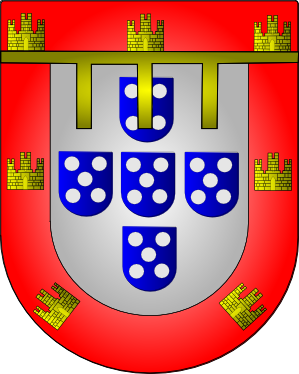
Armas do Principe D. Teodósio, 13º conde de Ourém

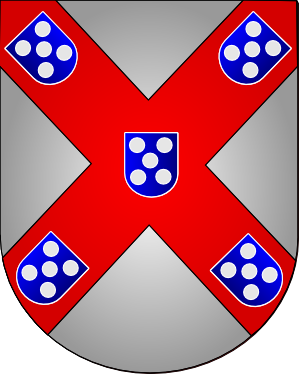
Armas da Sereníssima Casa de Bragança: Escudo de prata, uma aspa de vermelho brocante, carregada de cinco escudetes com as quinas de Portugal.

Conde de Ourém é um título de nobreza de Portugal. 

## História

### Condado medieval
Em cerca de 1370 a vila de Ourém é doada em condado pelo Rei D. Fernando I com todas as suas rendas, padroados e igrejas ao Almirante do Reino D. João Afonso Telo de Menezes (1310-1381) já 4.º conde de Barcelos, tornando-se assim no 1.º Conde de Ourém. Embora tenha tido descendentes, onde se encontra o seu neto D. Pedro de Menezes fundador da Casa de Vila Real, o título não lhes é confirmado, vagando para a Coroa com a morte do primeiro titular em 1381.

### A crise de 1383-1385
Quando D. Fernando I morre em 1383, abrindo a Crise de sucessão ao Trono, a sua consorte D. Leonor Teles de Menezes fica temporariamente na regência do Reino. Nesse curto período concede D. Leonor o condado de Ourém ao seu valido, o nobre galego, João Fernandes Andeiro, tornando-se 2.º Conde de Ourém. João Fernandes Andeiro é assassinado nesse mesmo ano por D. João, Mestre de Avis, futuro D. João I, no Paço das Alcáçovas em Lisboa. Com o fim do Interregno e a aclamação de D. João, Mestre de Avis como D. João I, Rei de Portugal em 1385, as posses do fidalgo galego passam para as mãos de D. Nuno Álvares Pereira (1360-1431) o novo condestável do Reino que é igualmente agraciado com os títulos de 7.º Conde de Barcelos e 2.º Conde de Arraiolos.

### D. Nuno Álvares Pereira, 3.º conde de Ourém
O 'Santo Condestável' casou com uma dama da Casa de Riba Vizela: D. Leonor de Alvim. Desta união nasceu uma única filha D. Beatriz Pereira de Alvim (1380-1415) que casou com o filho ilegítimo de D. João I, D. Afonso, futuro 1.º Duque de Bragança, doando Nun'Álvares o condado de Barcelos como dote de sua filha e fazendo de D. Afonso 8.º Conde de Barcelos. Quando D. Nuno Álvares Pereira morreu dividiu o seu espólio pelos seus dois netos: D. Afonso de Portugal (1400-1460) e D. Fernando (1403-1478), ficando D. Afonso de Portugal como 4.º Conde de Ourém e D. Fernando como 3.º Conde de Arraiolos.

### A Casa de Bragança
D. Afonso de Portugal, 4.º Conde de Ourém, era o primogénito da recém-criada Casa de Bragança e é elevado pelo seu primo D. Afonso V a Marquês de Valença por carta régia de 11 de Outubro de 1451. A sede do seu senhorio fixa-se em Ourém que se torna numa das principais vilas do centro de Portugal do século XV, em grande parte devido à acção empreendedora do seu Conde. D. Afonso morre um ano antes de seu pai, tornando o seu irmão mais novo D. Fernando herdeiro da Casa de Bragança e do senhorio de D. Afonso de Portugal. De facto, em 1461 D. Fernando I de Bragança é 2.º Duque de Bragança, 1.º Marquês de Vila Viçosa, 9.º Conde de Barcelos, 5.º Conde de Ourém, 3.º Conde de Arraiolos e 3.º Conde de Neiva. Desta forma o Condado de Ourém permanece interino à Casa de Bragança com uma excepção no final do século XV.

### A Casa de Vila Real
Em 1483, Fernando II de Bragança, 3.º Duque de Bragança é decapitado por D. João II por traição e crime de lesa-majestade. A Casa de Bragança e todos os seus bens passam para a Coroa. D. João II decide então doar o condado de Ourém a D. Pedro de Menezes (1420-1499), 1.º Marquês de Vila Real que se torna 8.º Conde de Ourém. De resto, era casado com uma irmã do Duque de Bragança, D. Beatriz, e trineto de D. João Afonso Telo de Menezes, 1.º Conde de Ourém.

### O regresso à Casa de Bragança
Contudo quando D. Manuel I sobe ao trono em 1495 decide reabilitar o seu sobrinho, D. Jaime de Bragança (1479-1532), filho de D. Fernando II, Duque de Bragança, e de sua irmã D. Isabel, concedendo-lhe na integra o património que era de seu pai, tendo para isso que arrancar o Condado de Ourém à Casa de Vila Real, o que gera protestos do Marquês, mas a contenda acaba por se resolver a favor dos Bragança. Daí em diante, foram condes de Ourém todos os Duques de Bragança, incluindo os monarcas portugueses.

## Lista dos condes de Ourém
1. D. João Afonso Telo de Menezes
2. João Fernandes Andeiro
3. D. Nuno Álvares Pereira
4. D. Afonso de Portugal, Marquês de Valença
5. D. Fernando I, Duque de Bragança
6. D. Fernando II, Duque de Bragança
7. D. Pedro de Meneses, Marquês de Vila Real
8. D. Jaime I, Duque de Bragança
9. D. Teodósio I, Duque de Bragança
10. D. João I, Duque de Bragança
11. D. Teodósio II, Duque de Bragança
12. D. João IV, Duque de Bragança e Rei de Portugal
13. D. Teodósio III, Duque de Bragança e Príncipe do Brasil
14. D. Afonso VI, Rei de Portugal
15. D. João V, Duque de Bragança e Rei de Portugal
16. D. José I, Duque de Bragança e Rei de Portugal
17. D. José, Duque de Bragança, Príncipe da Beira e Príncipe do Brasil
18. D. João VI, Duque de Bragança, Rei de Portugal
19. D. Pedro IV, Duque de Bragança, Rei de Portugal e Imperador do Brasil
20. D. Miguel I, Duque de Bragança e Rei de Portugal (deposto)
21. D. Maria II, Duquesa de Bragança e Rainha de Portugal
22. D. Pedro V, Duque de Bragança e Rei de Portugal
23. D. Carlos I, Duque de Bragança e Rei de Portugal
24. D. Manuel II, Duque de Bragança e Rei de Portugal[1][2]

### Reivindicações pós-Monarquia
1. D. Maria Pia de Bragança
2. Duarte Nuno de Bragança
3. Duarte Pio de Bragança